# 顧孟喬
顧孟喬（1398年—？），字仁春，福建興化府莆田縣人，民籍。明朝政治人物。

## 生平
正統三年（1438年）戊午科福建鄉試第十三名舉人。正統七年（1442年）登壬戌科進士，官刑部主事，改户部。以南京刑部郎中致仕。顾孟乔生性豁達，善治經學，公務煩忙之餘，“家居遠近學者多造門受業”。

## 家族
曾祖父顧元大。祖父顧器。父亲顧壽。有子顾叔龙。